# Ifá
Pour les articles homonymes, voir Ifa.
Ifá est un système de divination pratiqué par les Yorubas. Le mot désigne aussi le personnage personnifiant la sagesse dans ce système de croyances. Il est aussi pratiqué parmi les fidèles du lucumi, (parfois appelé santería), du candomblé, du vaudou africain et haïtien, et les autres lignées d'orishas transplantées dans le Nouveau-Monde. Au Togo, il est appelé Afa, « là où les esprits vodous viennent parler ».
Selon l'enseignement Ifá, le système divinatoire est supervisé par un esprit orisha, Orunmila, qui est censé l'avoir transmis à l'humanité. L'Ifá est organisé comme une tradition initiatique, avec un initié appelé babaláwo ou bokɔnɔ. Traditionnellement, ces initiations sont exclusivement masculines, bien que des femmes aient été initiées à Cuba et au Mexique. Son corpus littéraire oraculaire est constitué de 256 volumes (signes) divisés en deux catégories, la première appelée Ojú Odù ou Odù principal qui comprend 16 chapitres. La seconde catégorie est composée de 240 chapitres appelés Amúlù Odù (omoluos), qui sont composés à partir de la combinaison de l'Odù principal. Ils utilisent soit la chaîne de divination connue sous le nom de Ọ̀pẹ̀lẹ̀, soit le palmier sacré ou les noix de cola appelées Ikin, sur le plateau de divination en bois appelé Ọpọ́n Ifá pour calculer mathématiquement quel Odu utiliser pour quel problème.
Le système de divination Ifá a été ajouté en 2005 par l'UNESCO à la liste représentative du patrimoine culturel immatériel de l'humanité.

## Description

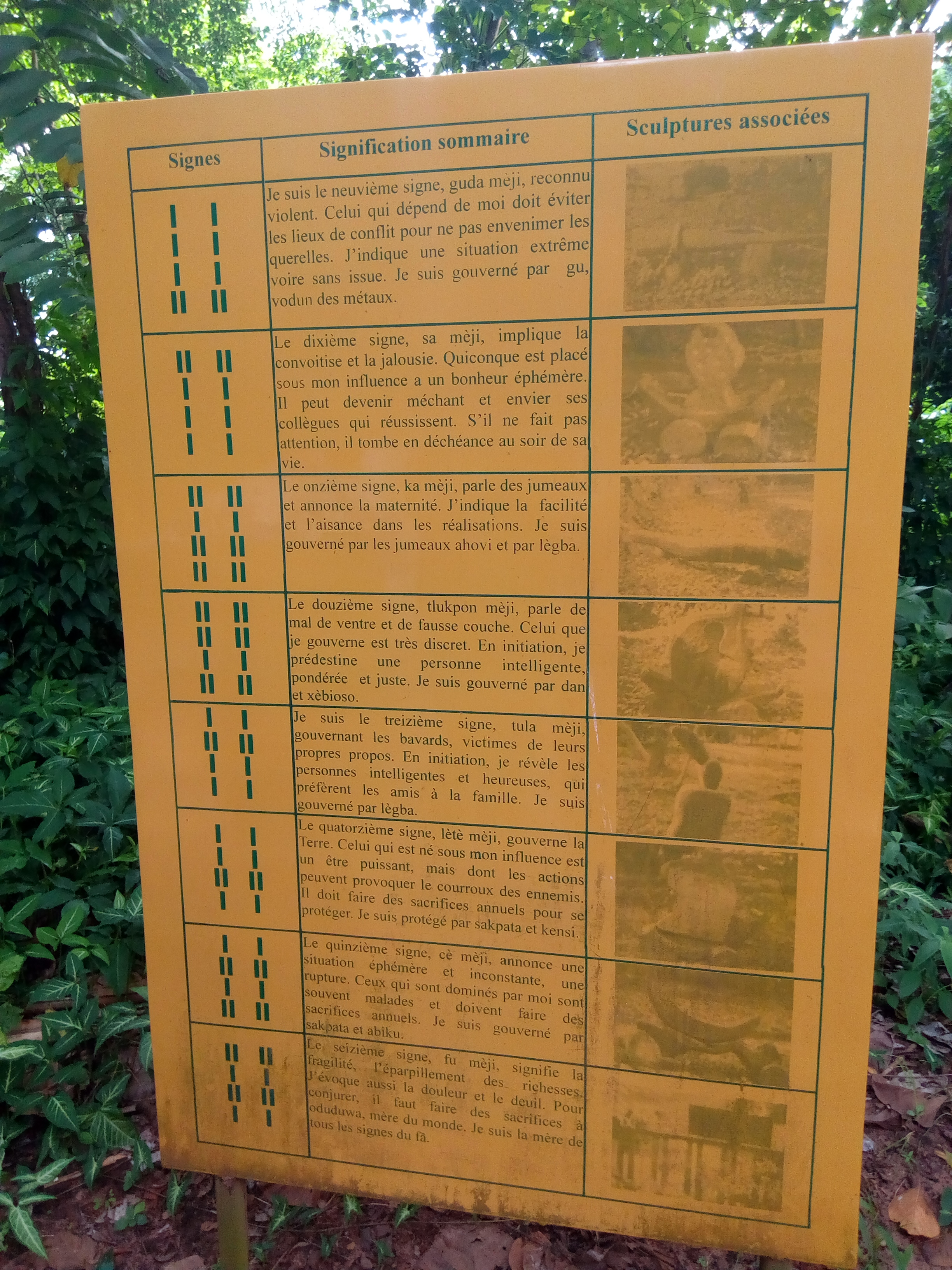
Les signes du fa en image

Le système de divination yoruba permet aux devins d'invoquer Orunmila, la divinité yoruba de la sagesse, des prophéties et de l'éthique. Eshu, qui a la charge de la justice spirituelle et du transport des Igbos, prête son autorité ou aṣẹ à l'oracle dans le but d'éclaircir le futur et de fournir des pistes à ceux qui cherchent des conseils. Ifá offre un moyen de communication entre le monde des esprits et celui des vivants.
La pratique de la divination Ifá est appelée idafa (ou dida owo et ounte ale). L'Idafa n'est opéré que par un Babalawo (un prêtre initié). On peut traduire Babalawo par « le père des secrets ». Parmi les noix de palme ou de kola disponibles, seules certaines sortes peuvent être utilisées dans la divination Ifá, elles doivent également avoir trois « yeux » ou plus. Ces noix sacrées, appelées Ikin, sont rassemblées dans une main, puis le devin tente de les faire passer d'une main à l'autre et compte les Ikin restantes, dans l'espoir de découvrir s'il en reste une ou deux.

### La détermination de l'Odu
Pour donner une réponse au consultant, le Babalawo doit d'abord déterminer l'odu qui régit une situation ou un événement.
La divination Ifá fonctionne sur la base d'un système binaire. Cela signifie que le nom de chaque odu est codé par huit séries de traits, chaque série ne pouvant être constituée que d'un ou deux traits. Par ailleurs, de même que l'ordre des lettres dans un mot est essentiel, l'ordre dans lequel les séries sont écrites a son importance. Ayant huit séries de un ou deux traits chacune, on en déduit un nombre total de 256 odus (2⁸ = 256). Chacun de ces odus est associé à un ensemble traditionnel d'ese (vers), souvent en relation avec la mythologie yoruba et qui expliquent leur sens divinatoire. Ces vers ont été élaborés à travers des milliers d'années d'observation et leur interprétation constitue les conseils adressés au consultant.
Pour déterminer ses séries et savoir si elles sont constituées d'un ou deux traits, le Babalawo doit procéder à un tirage. Il utilise pour cela une planche divinatoire, l'opon Ifá et seize noix de palme ou de kola qu'il tient dans ses mains. Pour plus de détails sur le tirage voir l'article opon Ifá.
Après avoir obtenu l'odu, le devin peut alors déterminer si celui-ci vient avec Ire (que l'on peut grossièrement traduire par la chance, la bonne fortune) ou avec Ibi (les obstacles qui font barrage au succès). Après cette étape, le devin détermine les offrandes appropriées, les exercices spirituels ou les changements de comportement nécessaires pour apporter, conserver ou attirer le succès pour la personne qui reçoit le conseil divinatoire.
| Les seize principaux Afa-du (Yeveh Vodoun) Toutes les figures de ce tableau (à gauche) doivent être doublées. En effet, « Meji » signifie « double » et intervient pour les signes mères uniquement, ceux justement qui sont formés de deux graphies identiques… ou alors, il faut supprimer « Meji » du nom. | Les seize principaux Afa-du (Yeveh Vodoun) Toutes les figures de ce tableau (à gauche) doivent être doublées. En effet, « Meji » signifie « double » et intervient pour les signes mères uniquement, ceux justement qui sont formés de deux graphies identiques… ou alors, il faut supprimer « Meji » du nom. | Les seize principaux Afa-du (Yeveh Vodoun) Toutes les figures de ce tableau (à gauche) doivent être doublées. En effet, « Meji » signifie « double » et intervient pour les signes mères uniquement, ceux justement qui sont formés de deux graphies identiques… ou alors, il faut supprimer « Meji » du nom. | Les seize principaux Afa-du (Yeveh Vodoun) Toutes les figures de ce tableau (à gauche) doivent être doublées. En effet, « Meji » signifie « double » et intervient pour les signes mères uniquement, ceux justement qui sont formés de deux graphies identiques… ou alors, il faut supprimer « Meji » du nom. | Les seize principaux Afa-du (Yeveh Vodoun) Toutes les figures de ce tableau (à gauche) doivent être doublées. En effet, « Meji » signifie « double » et intervient pour les signes mères uniquement, ceux justement qui sont formés de deux graphies identiques… ou alors, il faut supprimer « Meji » du nom. |
| Nom | 1 | 2 | 3 | 4 |
| --- | --- | --- | --- | --- |
| Gbe-Meji | I | I | I | I |
| Yeku-Meji | II | II | II | II |
| Woli-Meji | II | I | I | II |
| Di-Meji | I | II | II | I |
| Abla-Meji | I | II | II | II |
| Akla-Meji | II | II | II | I |
| Loso-Meji | I | I | II | II |
| Wele-Meji | II | II | I | I |
| Guda-Meji | I | I | I | II |
| Sa-Meji | II | I | I | I |
| Lete-Meji | I | I | II | I |
| Tula-Meji | I | II | I | I |
| Turukpe-Meji | II | II | I | II |
| ka-Maji | II | I | II | II |
| Ce-Meji | I | II | I | II |
| Fu-Meji | II | I | II | I |

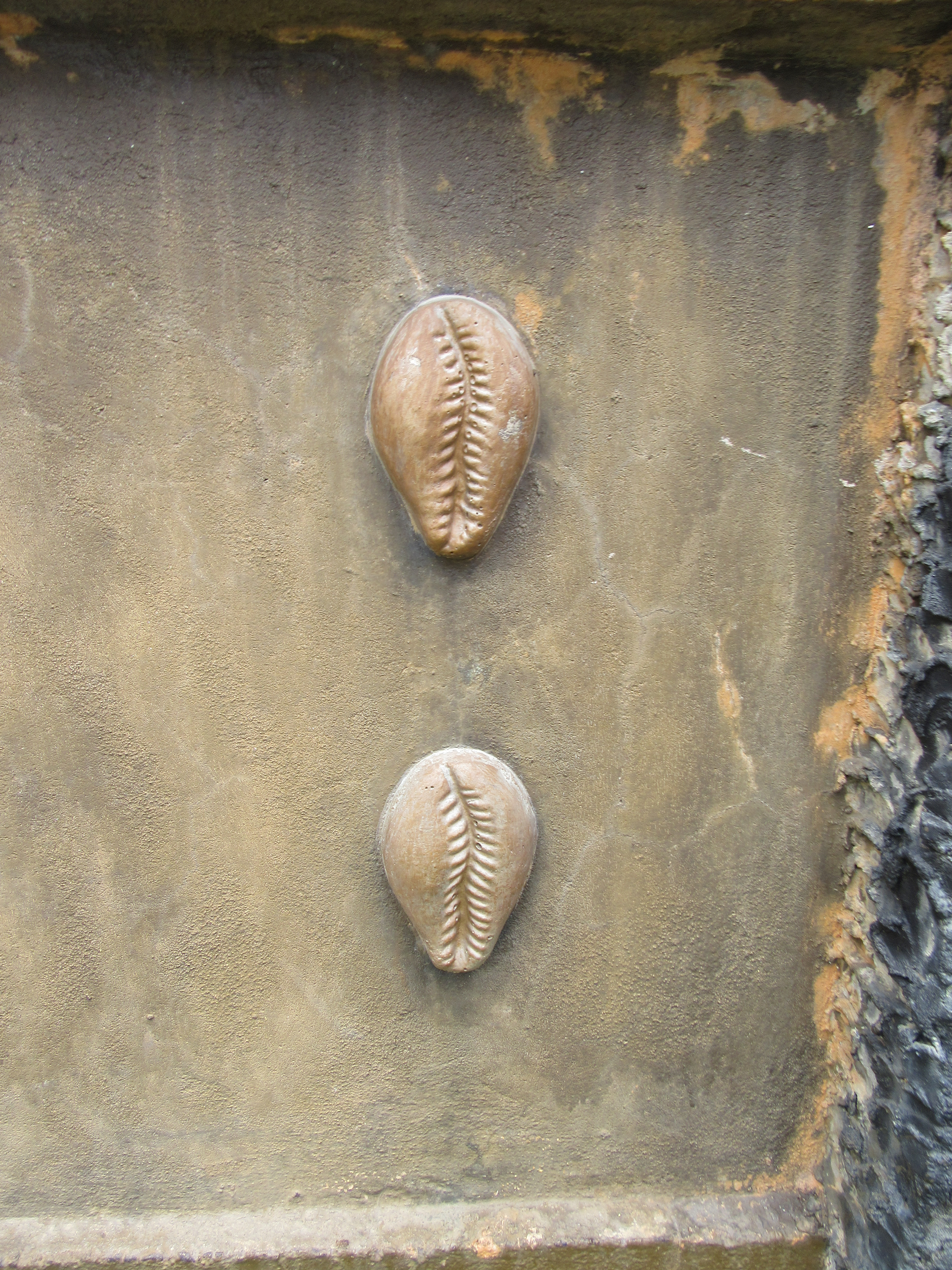
Le cauris pour le fa.
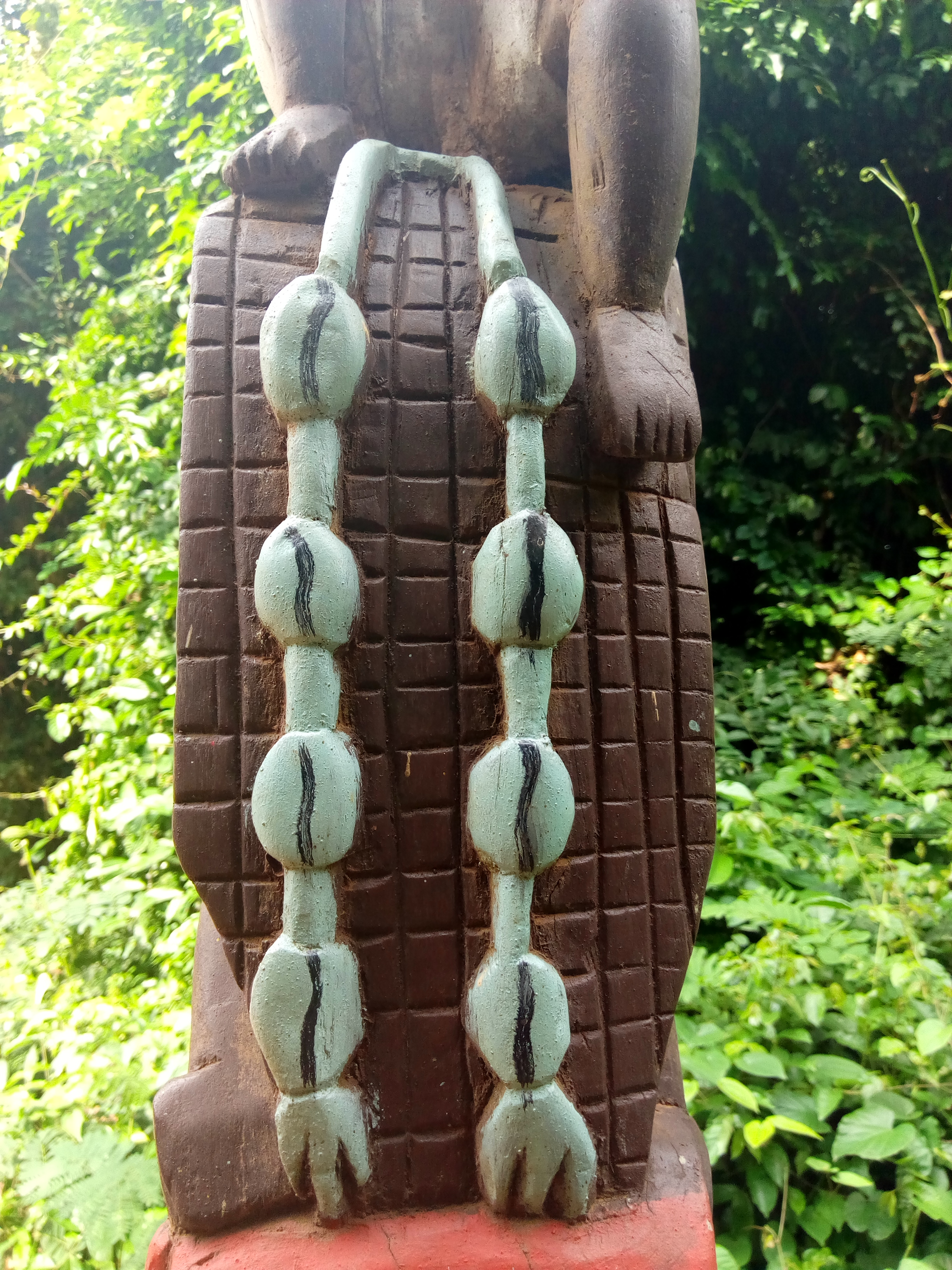
Chapelet d'un roi de Kpassè
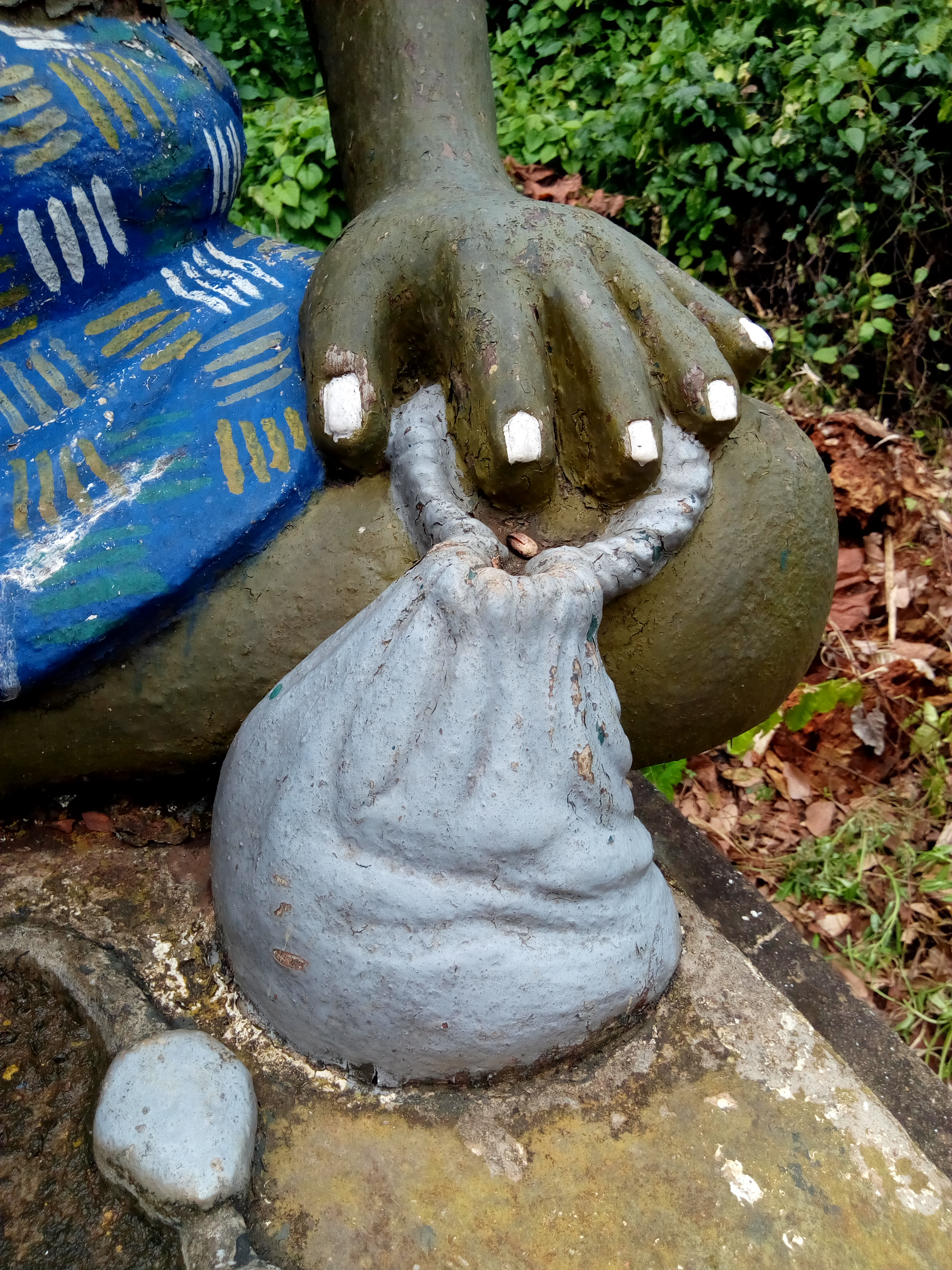
Sac à colliers du devin
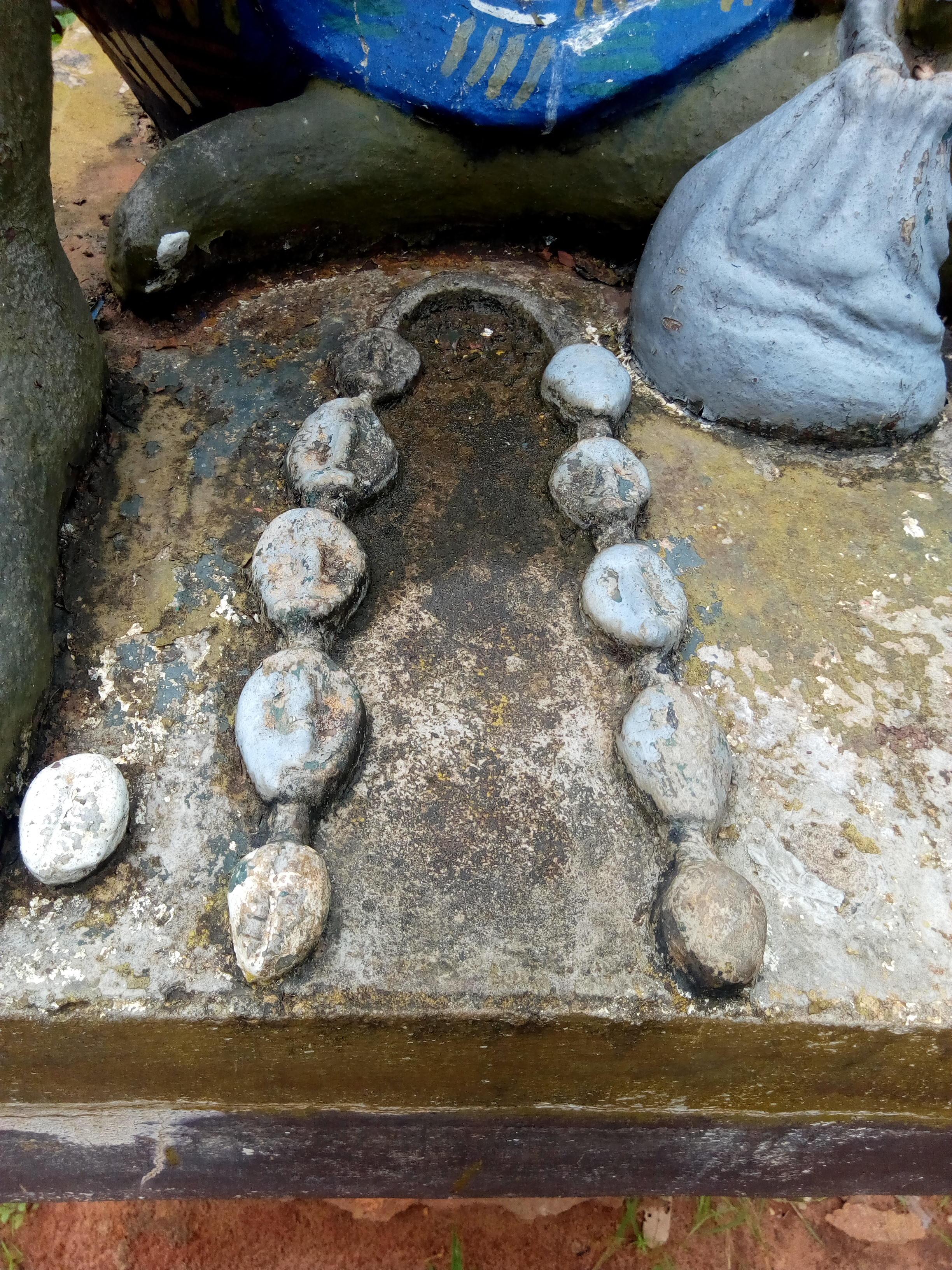
Le chapelet du devin
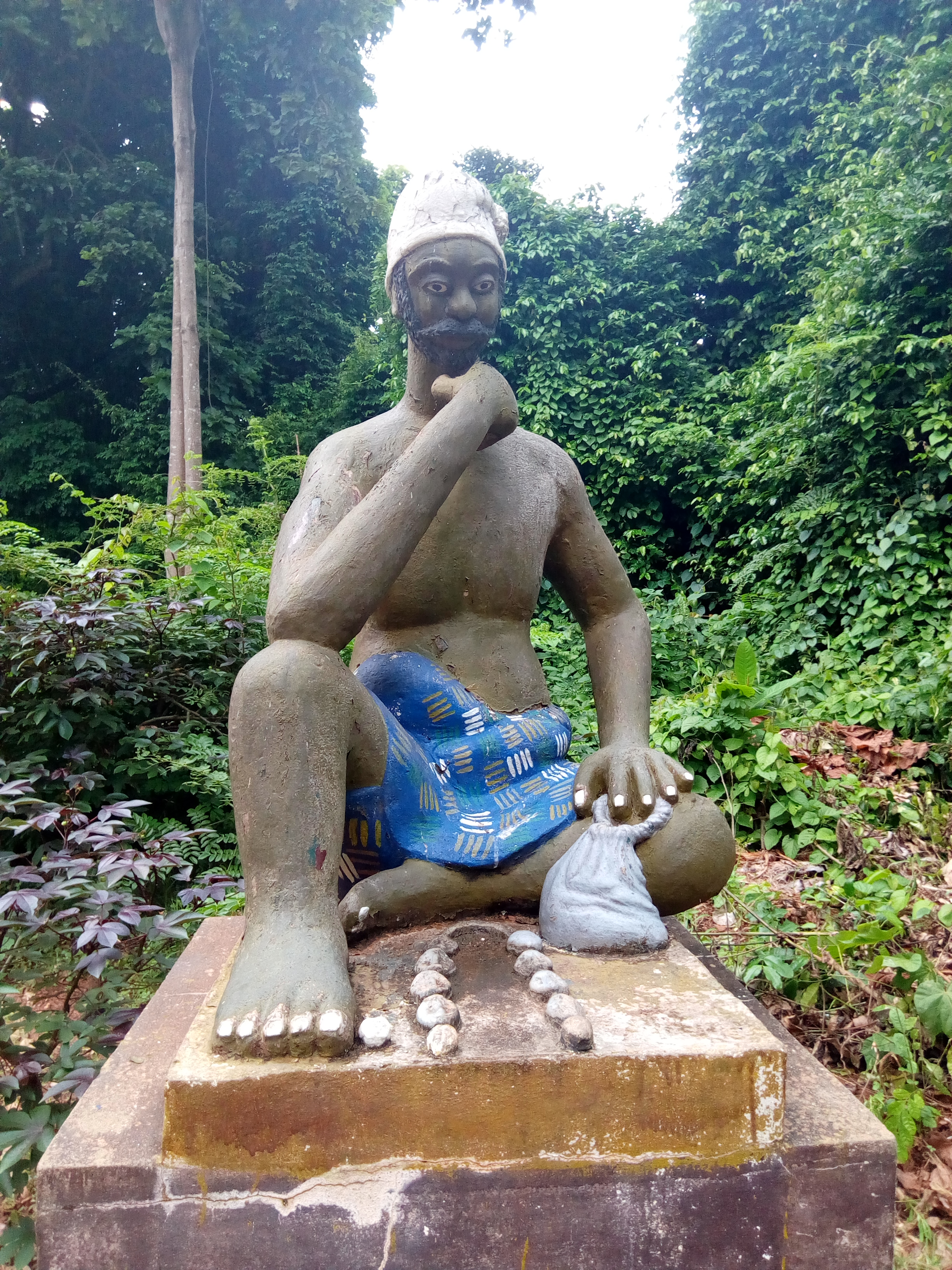
Devin